# Grolmusz Gyula
Grolmusz Gyula (Ormosbánya, 1952. július 29. – ?, 2001. május 14.) labdarúgó, csatár.

## Pályafutása
A Diósgyőri VTK csapatának labdarúgója volt.
1977-ben tagja volt az első diósgyőri, magyar kupagyőztes csapatnak, amellyel jogot szerzett a kupagyőztesek Európa-kupájában való indulásra. Az első fordulóban a török Besiktas volt az ellenfél, aki Isztambulban 2–0-s előnyt szerzett. A visszavágón a DVTK 5–0-ra győzött. A második fordulóban a jugoszláv Hajduk Split ellen csak tizenegyesekkel maradtak alul és estek ki. Grolmusz két mérkőzésen lépett pályára.
Az 1978–79-es bajnoki idényben 11 mérkőzésen szerepelt, két gólt szerzett és bronzérmet nyert a csapattal.

## Sikerei, díjai
- Magyar bajnokság
  - 3.: 1978–79
- Magyar kupa
  - győztes: 1977